# Акулово (село, Одинцовский район)
Аку́лово — село в Одинцовском городском округе Московской области России.

## Расположение
Село расположено на автомобильной дороге А100 (Можайское шоссе), в 26 км к западу от центра Москвы и в 3 км к западу от центра города Одинцово, непосредственно примыкая к его границам. С юго-запада по Можайскому шоссе граничит с посёлком ВНИИССОК, с запада — с селом Дубки.

## История
Первое упоминание о деревне «Окулово на пруде» имеется в писцовой книге 1627 года: она отмечается как поместье, данное на прокормление Андрею Ивановичу Загряжскому, где находились «двор помещиков, а в нём прикащик, и 2 человека деловых». Принадлежала деревня Ивану Фёдоровичу Леонтьеву.
Административно входило в состав Перхушковской волости Звенигородского уезда.
Перепись 1926 года зафиксировала в Акулове 95 хозяйств и 479 человек; 1989 года — 154 хозяйства и 320 постоянных жителей.
До 2005 года село входила в Юдинский сельский округ, затем до 2019 года — в состав городского поселения Одинцово.

## Население
| 2002 | 2006 | 2010 |
| ---- | ---- | ---- |
| 239  | →239 | ↗439 |

## Экономика
Акулово является ближайшим пригородом города Одинцово, часть села составляет крупная промзона. В частности, там расположены завод по производству воротных систем DoorHan, таможенный терминал, предприятия строительной отрасли и складские комплексы. Имеются магазины и другие объекты социальной инфраструктуры.

## Транспорт
Через село проходят трассы Можайского шоссе и Северного обхода Одинцова. Автобусные маршруты соединяют Акулово с городами Одинцово, Голицыно, Звенигород. По северной границе села проходит Смоленское направление Московской железной дороги, ближайшая платформа — Отрадное, расположенная на окраине Одинцова.

## Религия

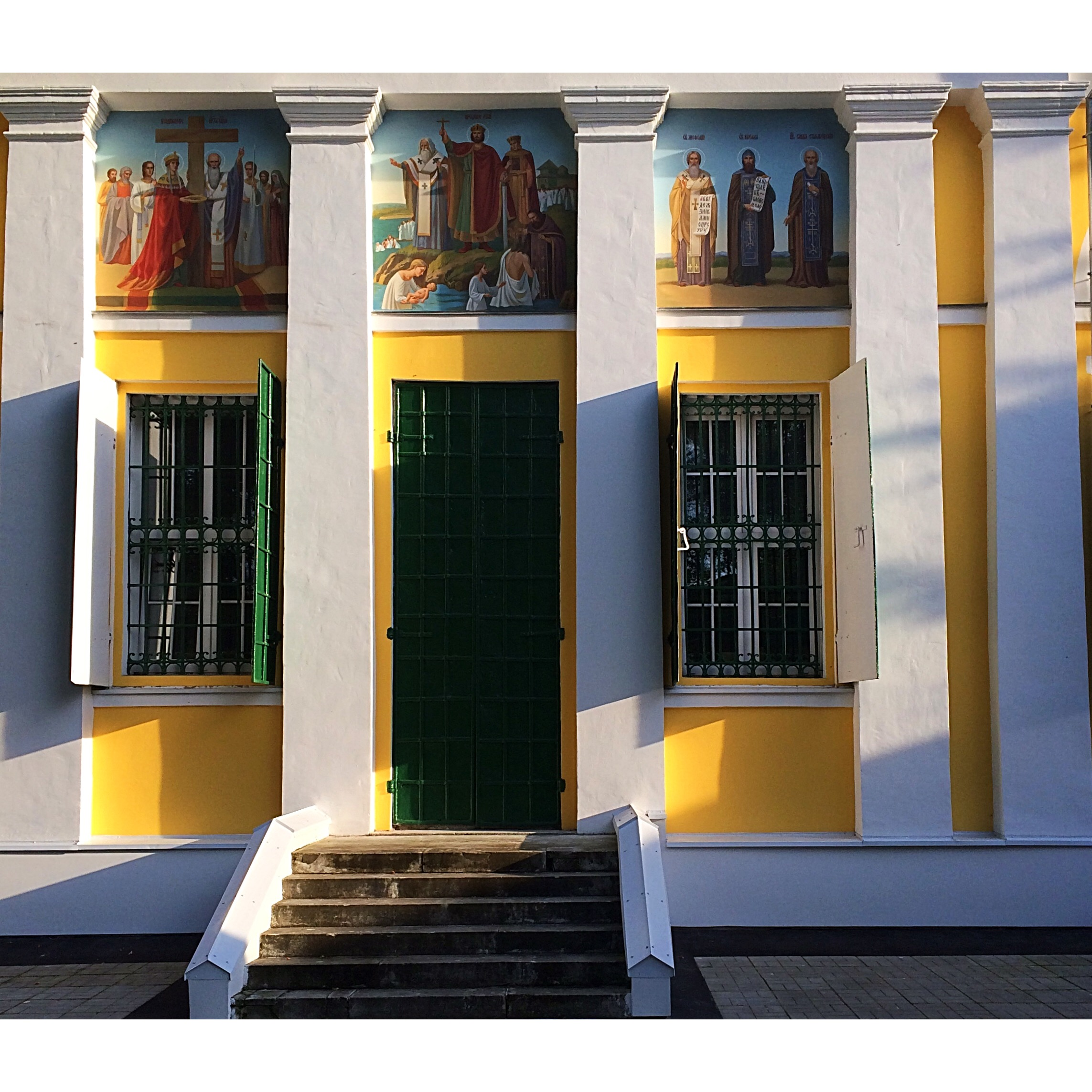
Вход в Церковь Покрова Пресвятой Богородицы в Акулово

В селе действует храмовый комплекс, в состав которого входит Покровская церковь 1816 года постройки.